# Diego de Ocaña
Fray Diego de Ocaña (Ocaña, 1565-México, 1608) fue un religioso español de la Orden de San Jerónimo, evangelizador y explorador viajó por América del Sur antes de establecerse en 1605 en Nueva España. Dejó pinturas y dibujos de las gentes y tierras por las que atravesó, una Relación del Viaje de fray Diego de Ocaña por el Nuevo Mundo y una comedia dedicada a la Virgen de Guadalupe.

## Biografía
Fray Diego de Ocaña salió del Monasterio Real de Nuestra Señora de Guadalupe, ubicado en Extremadura, España, el 3 de enero de 1599. En compañía de fray Martín de Posada, acudió a las Indias Occidentales con el fin de difundir la devoción a la Virgen de Guadalupe y recolectar sus limosnas en el Nuevo Mundo. Con cédulas reales, licencias del sumo pontífice y poderes de su Monasterio, los frailes Martín de Posada y Diego de Ocaña arribaron a Indias en las costas de Puerto Rico en marzo de 1599.
Sin embargo, las enfermedades de fray Martín y su posterior fallecimiento terminaron sumiendo a fray Diego de Ocaña en una crisis que lo mantuvo al borde del fracaso. Para solventar esta circunstancia, puso en acción el talento artístico que había desarrollado en el Monasterio y comenzó a pintar imágenes de la Virgen de Guadalupe. Así lo hizo cuando llegó a Potosí el año 1600. Entre sus pinturas más célebres están las hechas en Potosí (1600), Chuquisaca (1601, a la que se le construyó un santuario) y una tercera se halla en Lima, Perú.
Pintor que actúa en Charcas. Es un humanista que va creciendo en talla intelectual a través de su paso por América.
Como escritor ha dejado una relación de su viaje por Perú, Chile y la Audiencia de Charcas. Esta relación, que se halla actualmente en la Biblioteca de la Universidad de Oviedo, es de sumo interés. Esta relación ilustrada con dibujos de mano de Ocaña es muy útil para dar nuevos derroteros para la comprensión de la vida y la acción de la sociedad virreinal a comienzos del siglo XVII. Escribió en 1601, en Potosí, una ‘Comedia de Nuestra Señora de Guadalupe y sus Milagros’ que luego representa en Chuquisaca y que constituye la más antigua pieza de teatro que se conoce en el territorio de la Audiencia, arcaica en algunos aspectos de la composición de los personajes”.
Hacia la navidad del año 1605, fray Diego de Ocaña se embarcó desde Perú con rumbo a la Nueva España. El 21 de octubre de 1606, llegó a la Ciudad de México para solicitar el cumplimiento de dos cédulas reales que le permitían la recolección de limosnas en este territorio. El 30 de junio de 1607, acudió a la Puebla de los Ángeles con el fin de crear y difundir una devoción a la Virgen de Guadalupe que compitiera con aquélla de la Ciudad de México. Su llegada a Puebla de los Ángeles representa un momento crucial en el devenir de la devoción guadalupana en México, ya que generó un conflicto por sus limosnas con el Arzobispado de México, administradores del culto novohispano. A pesar de esto, no pudo concluir esta iniciativa devota, pues falleció intestado en México el año de 1608.

## Cerro Rico de Potosí: Octava maravilla del mundo

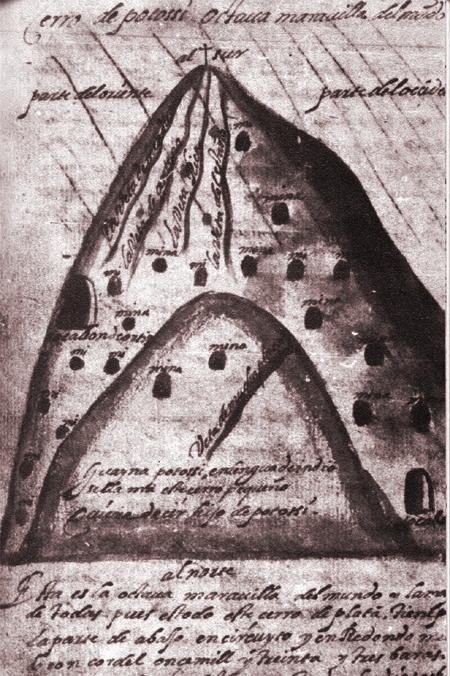
Cerro de Potossi, octava maravilla del mundo. Fray Diego de Ocaña

Fray Diego de Ocaña muestra al Cerro de diferente forma, donde incluye las vetas y las bocaminas abiertas, con el título "Cerro de potossi, Octaba Maravilla del Mundo", incluyendo una leyenda el pie del Cerro:
Guayna potossi, en lengua de indio se llama este cerro pequeño quiere decir hijo de potossi, al norte esta es la octava maravilla del mundo y la mayor de todas; pues es todo este cerro de plata. Tiene por la parte de abajo en circuyto y en Redondo  medido con cordel once mill y treinta y tres baras. Trabajan dentro de este cerro, todos los días, ocho mil indios, todos con velas de sebo...
Al mismo tiempo realiza un descripción:
Ahora será justo tratar del cerro de Potosí y del lugar y de los indios, y de las cosas que hay y gastos que se hacen; que en todo el universo pienso que no hay cosa más grandiosa que ver, un cerro mayor de que Cabeza Aguda y todo de plata que no hay puñado de tierra en él que no sea plata; de donde tantos millones se llevan a España cada año...